# Coalición Valenciana
Coalición Valenciana (en valenciano Coalicio [sic por "coalició"] Valenciana) fue un partido político de la Comunidad Valenciana (España) fundado en 2004 y disuelto en 2011 por el exfalangista Juan García Sentandreu, expresidente de la organización  Grup d'Acció Valencianista (GAV) entre 1994 y 2001.
El partido y el GAV son calificados como formaciones de ultraderechistas desde el ámbito político, cultural, social y académico.
Como principal eje ideológico, manifiestan posturas enmarcadas dentro del blaverismo más extremo. De hecho, Sentandreu clasifica como pancatalanista a todo aquel que no defienda el secesionismo lingüístico, desde partidos políticos hasta instituciones que promueven el uso del valenciano/catalán, como Acció Cultural del País Valencià, Escola Valenciana, Bloc de Progrés Jaume I, universidades valencianas, la Academia Valenciana de la Lengua, diarios como Levante-EMV y Las Provincias, e incluso instituciones y partidos políticos afines en ideología como Lo Rat Penat o la Real Academia de Cultura Valenciana, Unió Valenciana y Units x Valéncia.
Además, su discurso se compuso de oposición a la inmigración, su apoyo al comercio tradicional y la postura rechazada por el consenso lingüístico de que el valenciano es una lengua independiente, diferenciada del catalán. Paradójicamente, el posicionamiento antiacadémico del partido sobre la lengua ha sido clave para el reconocimiento de la unidad de la lengua catalana en Cataluña, Baleares y la Comunidad Valenciana.
En él se integraron algunos exdirigentes de Unió Valenciana, como Dolores García Broch, exvicepresidenta del partido y candidata en 2007 a la presidencia de la Generalidad Valenciana, y exfalangistas y falleras, como el propio Sentandreu y Elena Muñoz Carpi, candidatos a alcalde de la ciudad de Valencia en 2007. Tales candidatos obtuvieron un total de 17.331 (0,72%) y 5615 (1,37%) votos, respectivamente.
Nunca ha conseguido representación institucional más allá del nivel municipal. Durante la legislatura 2003-2007 un diputado tránsfuga del Partido Popular, Francisco Javier Tomás Puchol, se pasó a las filas de esta agrupación, lo que hizo que tuviese representación en las Cortes Valencianas a través del mismo. Ostentó el cargo de portavoz del grupo parlamentario mixto durante dicha legislatura. El tránsfuga duplicó su sueldo, 125.505 euros al año frente a los 57.972 que cobraba como miembro del PP, al pasarse a las filas de Coalición Valenciana e invitó a más diputados a hacer lo mismo. No obstante, en 2009, Francisco Javier Tomás Puchol fue expulsado del partido por disputas económicas.
En las elecciones de 2007, Coalición Valenciana perdió dicha representación, al obtener sólo 17.331 votos (0,72%), siendo la quinta lista más votada en la Comunidad Valenciana, por detrás del PP, el PSOE, Compromís pel País Valencià, listas que obtuvieron representación parlamentaria en las Cortes, así como de Unión Valenciana-Los Verdes Ecopacifistas-Unión de Centro Liberal (UV-LVE-UCL), los cuales obtuvieron 22.789 votos (0'95%) y no llegaron a obtener representación parlamentaria.
En las elecciones de 2011 se escribió el epitafio de Coalición Valenciana. En una legislatura casi perdió la mitad de los votos que logró en 2007, quedándose con 9.338 sufragios en mayo de 2011. A nivel municipal también perdió la mitad de los concejales que tenía en los distintos Ayuntamientos. De 20 ha pasado a 10 en tan sólo cuatro años.
Dispone de un periódico digital en castellano denominado El Palleter.

## Acciones de coacción, sabotaje y vandalismo - Coalición Valenciana y GAV
Uno de los presidentes más conocidos del GAV entre 1994 y 2001 ha sido Juan García Sentandreu. Esta entidad cultural es calificada ideológicamente fascista y defensora de "valores antidemocráticos" por el Movimiento contra la Intolerancia, o de ultraderecha, por el perfil de sus acciones. En el Informe RAXEN de 2008 diversas acciones de vandalismo, "terrorismo de extrema derecha" y de violencia son atribuidas a esta agrupación.
Juan García Sentandreu reconoció ante un juez haber atacado con huevos un coche de la televisión autonómica catalana en el marco de una manifestación ilegal contra el Consejo Valenciano de Cultura en la que también se atacó a los miembros de esta institución oficial.
El 24 de marzo de 2006, Juan García Sentandreu, acompañado por unas decenas de militantes y simpatizantes de Coalición Valenciana (en su mayoría de avanzada edad), así como de miembros del GAV y las Juventudes del GAV, tomaron al asalto la Facultad de Derecho de la Universidad de Valencia con la intención de celebrar una conferencia para la que la Universidad le había denegado el permiso con anterioridad. El decano de la facultad, Carlos Alfonso, bajó al vestíbulo para aclarar la situación ante la presencia de la multitud, que se mostraba visiblemente alterada y hostil a su presencia. Durante su explicación, fue interrumpido varias veces por Sentandreu, desatándose finalmente una lluvia tal de insultos y amenazas sobre el decano y la Universidad, que forzó la intervención de los agentes de seguridad para evitar la agresión del decano.
En 2011, Coalición Valenciana organizó un acto en el que se instaba a golpear a José Luis Rodríguez Zapatero en "toda la ceja". El pasquín retrataba a un Zapatero caricaturizado con un moratón en el ojo, dos cortes sangrantes en la frente y en la mejilla y una cadena de hierro alrededor del cuello.
El 5 de julio de 2011 varios miembros de las formaciones de ultraderecha España 2000 y Coalició Valenciana boicotearon la presentación en la Fnac de Valencia del libro 'Noves glòries a Espanya', del sociólogo y exdirigente del Bloc Vicent Flor. Entre las personas que intentaron reventar el acto estaban tanto el líder de España 2000, José Luis Roberto, como el presidente de Coalició Valenciana, Juan García Sentandreu. Los ultras lanzaron sillas, hicieron explotar petardos y rompieron libros y mobiliario, para acabar lanzándolos contra los asistentes al acto.

## Consecuencias de la política de secesionismo lingüístico de Coalición Valenciana
El posicionamiento antiacadémico del partido sobre la lengua ha sido clave para el reconocimiento de la unidad de la lengua catalana en Cataluña, Baleares y la Comunidad Valenciana.
Representante del secesionismo lingüístico más enardecido, García Sentandreu ha sido, paradójicamente uno de los que más ha hecho por el reconocimiento de la unidad lingüística del valenciano y el catalán. Gracias a su empeño -desde Alternativa Universitaria, una de las organizaciones estudiantiles más derechistas- en impedir que la Universidad de Valencia reconociese la unidad de la lengua en sus estatutos, el Tribunal Constitucional acabó dando la razón a la autoridad universitaria en 1997 y sentó una jurisprudencia que posteriormente fue utilizada como soporte legal por el Gobierno de José Luis Rodríguez Zapatero para justificar en el memorándum dirigido a la Unión Europea la unidad de una lengua que en la Comunidad Valenciana se denomina valenciano y en Cataluña y Baleares, catalán.
La sentencia del Tribunal Constitucional fue protestada con una gran manifestación el 13 de junio de 1997 por las calles de Valencia por parte de sectores conservadores y secesionistas. En la práctica, fue una especie de canto del cisne. Tras ella, el PP dirigido por Eduardo Zaplana emprendió la línea de creación de la Academia Valenciana de la Lengua para sacar la polémica lingüística de la agenda política. En aquella manifestación -que García Sentandreu ha intentado reeditar con motivo del memorándum del Gobierno a la UE y en un ambiente de excitación en sectores conservadores alentado por el Consell que preside Francisco Camps- este abogado valenciano participó como dirigente del Grup d'Acció Valencianista GAV, una entidad radical cuya actividad, a menudo violenta, dejó un triste recuerdo en la transición y en los años posteriores y a cuyo seno llegó procedente de bien conocidos sectores de la ultraderecha universitaria.
Sólo un año después de la multitudinaria manifestación de 1997, el Consejo Valenciano de Cultura emitiría el conocido dictamen que daría pie a la creación de la Acadèmia Valenciana de la Llengua en el que se reconoce la pertenencia del valenciano y el catalán a un mismo sistema lingüístico. Todo ello en medio de un tenso proceso en el que García Sentandreu no tuvo ningún reparo en acudir con varias decenas de personas a lanzar huevos y tomates a los miembros del CVC que intentaban acordar el dictamen sobre el valenciano.

## Partidos integrados en la coalición
En la coalición se han integrado algunos pequeños y extraparlamentarios partidos políticos locales valencianos, como el Partido Blasquista Autonomista (autodefinido como blasquista), y otros producto de escisiones de Unión Valenciana, como el Partido Regional de la Comunidad Valenciana o Renovació Valencianista. En Coalición Valenciana se integra el Partit Republicà Blasquista (Partido Republicano Blasquista), partido que "se considera" sucesor del blasquismo de principios del siglo XX.
Ha formalizado acuerdos electorales con el Partido Demócrata Español (PADE), el Grupo Independiente Valenciano (Gival) y la Organización Independiente Valenciana (OIV), estos dos últimos con cierta implantación en Gandía y Requena, respectivamente, con representación municipal el último en 2003. Sin embargo, en 2007, ninguno de ellos logró ya estar presente en sus respectivos ayuntamientos.

## Escisiones internas y disoluciones de partidos integrantes de Coalición Valenciana
El 14 de abril de 2008 se anunció la disolución del Partido Demócrata Español (PADE) que se hizo efectividad en mayo del mismo año. La disolución tuvo lugar el 10 de dicho mes.
El 21 de enero de 2005 Identidad del Reino de Valencia se integró provisionalmente en Coalición Valenciana. En vísperas de Elecciones Autonómicas y Municipales de mayo de 2007 la Asamblea General de Identidad del Reino de Valencia tomó la decisión de segregarse de dicha formación política. En Elecciones Generales de 2008, Identidad del Reino de Valencia presentó candidaturas a Cortes Generales y Senado. Actualmente, en la página web de tal partido se recalca que Identidad del Reino de Valencia no tiene nada que ver con el Partido Político “Coalición Valenciana”.

## Representación institucional - Elecciones municipales y autonómicas 2007
En contra de lo esperado por la dirección del partido de obtener 8 diputados y 250 ediles en las elecciones de 2007, Coalición Valenciana no tiene ningún diputado autonómico y únicamente 20 representes locales en distintos municipios valencianos como Piles, Burriana, Alberique, Albal o la alcaldía de Beniflá. La representación obtenida estuvo mayoritariamente concentrada en zonas rurales de la provincia de Valencia con 16 de los 20 representantes. El respaldo a la formación fue paupérrimo en ciudades demográficamente importantes fuera de la provincia de Valencia, tales como Castellón, Alicante y Elche; en las que C.V. obtuvo 214 (0,29%), 182 (0,13%) y 97 (0,09%) votos, respectivamente. En otras ciudades importantes, tales como Orihuela y Torrevieja, Coalición Valenciana no logró presentar candidatura.
Salvo en el caso de transfuguismo, nunca ha conseguido representación institucional más allá del nivel municipal.

## Crisis de liderazgo
En octubre de 2010, el líder y fundador del partido anunció que abandonaba por cansancio y que la coalición necesitaba a una persona joven que le dé otra imagen y un nuevo estilo. Sin embargo, el partido no fue capaz de encontrar un nuevo líder y la renovación no llegó a producirse.

## Elecciones municipales y autonómicas 2011
En el programa electoral de Coalición valenciana para las elecciones municipales y autonómicas de 2011, no hubo propuestas relativas a competencias sanitarias, educativas y/o infraestructuras transferidas a la Generalidad Valenciana, sino que se basó en los puntos siguientes:
1. La inseguridad ciudadana.
2. La inmigración ilegal.
3. Contra el avance del catalanismo.
4. Contra la corrupción y el despilfarro.
5. Los mejores servicios son los que no tenemos.

De nada le sirvió una campaña electoral centrada contra las políticas de inmigración de Zapatero, los casos de corrupción que salpican al Partido Popular; o la desintegración ya como marca electoral de Unión Valenciana. Juan García Sentandreu reconoce la abrumadora derrota. "Hoy la sociedad Valenciana nos ha dado la espalda a los valencianistas de Coalició Valenciana. Con 10.691 votos en la Comunidad perdemos el 50% de nuestra representación del 2007 y no vamos a apelar a nada ni a nadie", afirma. La formación que lidera y que en estos comicios jugaba la baza municipal intentando aprovechar su tirón en Valencia ciudad, se quedó en 10.000 votos, lejos de los obtenidos en 2007, que alcanzaron los 17.000. Sentandreu se muestra rotundo en su valoración: "El resultado, más que desalentador, es definitivo". Tras estas afirmaciones, el polémico cabeza de lista explica a sus electores los resultados desde su particular mirada y carga contra el Partido Popular al que acusa de haber dado alas a Coalició Compromís, hecho que según Sentandreu podría volverse en su contra y terminar teniendo que pactar con ellos en caso de no alcanzar la mayoría absoluta.

## Disolución
El 26 de mayo del 2011, Coalició Valenciana suspendió su actividad como partido político tras el chasco electoral. Con los resultados de las elecciones municipales y autonómicas de 2011, su hasta entonces presidente manifestó que "queda claro que Coalició Valenciana no tiene un sustrato sólido -aunque seamos la única fuerza valencianista superviviente después de la espantada de UV hacia el PP- como para mantenernos cuatro años más desangrándonos y dejando en evidencia la falta de respuesta social", porque lo único que conseguirían sería "humillarnos más ante una sociedad que, no nos equivoquemos, nos ha dado políticamente la espalda".
A juicio de Sentandreu, "no es el momento de Coalició ni de un valencianismo de calado que, por desgracia, no tiene unas raíces sólidas dentro del cuerpo y del alma del pueblo valenciano". A causa de la "debilidad ideológica y patriótica de la sociedad valenciana", y "a la espera de un momento más propicio para la política", el partido que ha hecho bandera del anticatalanismo más furibundo, el ataque constante a la Academia Valenciana de la Lengua y la crítica a sectores tradicionales del blaverismo como Lo Rat Penat o la Real Academia de Cultura Valenciana, arroja la toalla política y se refugia en su guarida social del Grup d'Acció Valencianista (GAV) y la Coordinadora d'Entitats Culturals del Regne de València. Es más: Sentandreu recalca su deseo de "no interferir, sino colaborar, en cualquier iniciativa política que se tome en el futuro en defensa de nuestro ideario fundacional".

## Juventudes
Las juventudes de Coalición Valenciana se denominaron Juventudes Políticas de Coalición Valenciana.
Su presidente fue Víctor Saiz Castelló. Saiz fue denunciado por Esquerra Unida del País Valencià cuando en diciembre de 2009 aparecieron en su sede de Mislata pintadas con el mensaje "Atención Panca: Zona Azul" y "No nos haréis catalanes", firmadas por Coalición Valenciana. Coalición Valenciana negó toda participación de militantes de Coalición Valenciana en el acto, incluyendo a Saiz, natural de Mislata.
En mayo de 2012, Víctor Saiz fue llamado a declarar a la Ciutat de la Justicia de Valencia acusado de un atentado contra la sede de Compromís per València. A pesar de que fue grabado por una cámara de seguridad mientras realizaba el ataque, no se presentó al juicio.